# Faxberg
Faxberg är en fäbod (fäbodar) i Åsbygge fjärding, Leksands socken, Leksands kommun.
Enligt tradition skall Faxberg ha haft fast bosättning redan på 1500-talet, men några belägg för detta finns inte (Andersson). Faxbergs fäbodar omtalas första gången i fäbodinventeringen 1663. Fäbodarna brukades då av två bönder från Bergsäng; Jöns och Pär (Elisabet Hemström och John Långberg). I samband med storskiftet på 1820-talet (angående inägorna) fanns här 20 hushåll, varav 12 hade åkerjord. De byar som hade fäbodställen här var Söder- och Norr Bergsäng, Tällberg, Kullsbjörken, Laknäs, Ytterboda och Plintsberg. Vid storskiftets slut 1874 fanns 31 skogsägare. Senare, på 1900-talet, bodde en familj här året runt från år ? fram till 1944. En annan familj var också fast boende mellan 1922 och 1929. Fäboddrift pågick i Faxberg fram till 1978 då fabodkullan Snickar Anna avled. Anna, från byn Rexbo i Bjursås, var en av de två sista "äkta" fäbodkullarna" i Leksands socken. John Långberg har funnit namnen på Jöns far och farfar? samt att Jöns dog 1675. Gatugården i Tällberg sålde till Snickar Annas far 1908. På gården (nuvarande Åkerblads) i Tällberg finns detaljer från 1400-talet (Christina Akerblad).